# Dynamische thermo-mechanische analyse

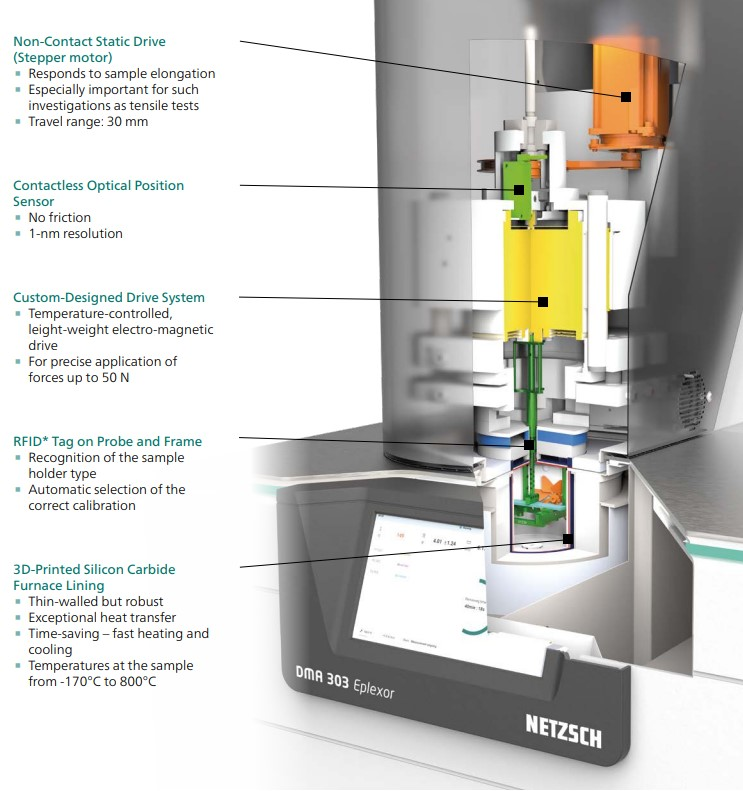
Opbouw moderne DMA apparatuur

Dynamische (thermo-)mechanische analyse (DTMA) is een thermische analysemethode, waarbij men dynamisch de thermo-mechanische eigenschappen van een monster meet tijdens verhitting.
Het principe is eenvoudig. Het monster wordt gelegd op een klein plateautje, gemaakt van een vuurvast en inert materiaal, bijvoorbeeld kwarts of aluminiumoxide. Er wordt een sonde opgezet en een oven wordt om het plateautje omhooggebracht. Een thermokoppel vlak naast het monster meet de temperatuur. De positie van de sonde wordt gemeten in afhankelijkheid van de temperatuur in de oven, terwijl er tevens door de sonde wisselende krachten van een bekend verloop (sinus bijvoorbeeld) en frequentie worden uitgeoefend.

## Uitvoering
Bij moderne DMA-instrumenten is de temperatuur computer-gestuurd en wordt met een constante snelheid verhoogd. De positie van de sonde wordt elektronisch gemeten en op gezette tijden naar de computer gestuurd. Tevens is de aansturing van de wisselende belasting volledig computer gestuurd. Hierbij maakt men gebruikt van een lineaire motor en verplaatsingsopnemer. Typische temperaturen zijn van -150°C tot 500°C. De ruimte rond het meetmechaniek en het monster worden meestal gespoeld met zuiver stikstofgas om oxidatie te voorkomen. Rond het monster kan ook een ander gas worden geleid, zoals helium om de warmteoverdracht naar het monster te verbeteren, of een reactief  gas (bijvoorbeeld zuurstofgas) om een reactie te bewerkstelligen. Het meetmechaniek kan maar beter onder stikstofgas blijven om beschadiging te voorkomen.
De sonde heeft een bekend oppervlak en kan met een bekende kracht op het monster worden gezet, zodat de resultaten kwantitatief beoordeeld kunnen worden.
De sonde kan ook zodanig worden uitgevoerd dat niet alleen verweking kan worden gemeten, maar bijvoorbeeld ook buiging, rek of krimp.

## Resultaten
De afmetingen van een materiaal kan veranderen als er bijvoorbeeld een ontledingsreactie, verweking of smelt plaatsvindt. De temperatuur waarbij een en ander plaatsvindt is vaak kenmerkend voor de stof(fen) waaruit het monster bestaat. Ook kan men nagaan hoe zwaar een bepaalde (kunst-)stof nog belast kan worden bij hogere temperaturen en waar bijvoorbeeld rek in garens zodanig is dat er in autobanden een ander weefsel moet worden gebruikt. Een uitbreiding ten opzichte van de TMA is de mogelijkheid om bijvoorbeeld de elasticiteitsmodulus te meten en het verloop daarvan bij wisselende temperatuur. Ook vermoeidheidsonderzoek behoort tot de mogelijkheden.

## IJking
De temperatuuraanwijzing kan geijkt worden door een materiaal door z'n smelttemperatuur te programmeren, bijvoorbeeld een klein stukje indium of tin. 
De krachtmeting kan geijkt worden door het te vergelijken met aangebrachte ijkgewichtjes.